# Jerzy Zawieyski

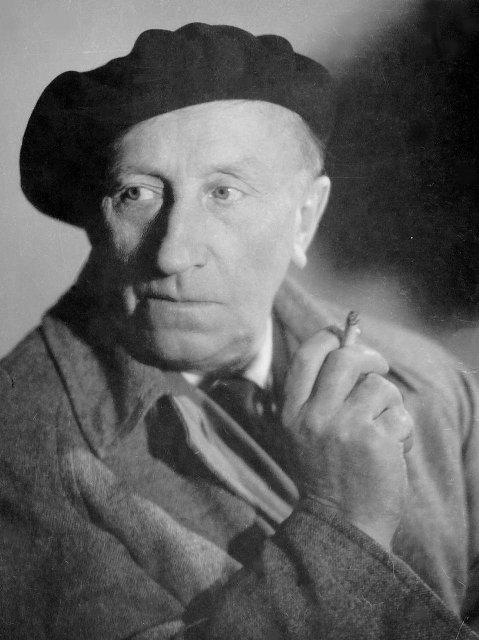
Porträt vor 1968

Jerzy Zawieyski (geboren Feintuch, vor 1946 Henryk Nowicki, * 1902 in Radogoszcz, heute nach Łódź eingemeindet, Weichselland (Russland); † 1969 Warschau, Volksrepublik Polen) war ein polnischer Dichter und Literaturkritiker der Zeit des Zweiten Weltkriegs. Nach dem Krieg war er auch Abgeordneter zum polnischen Sejm und Mitglied des Staatsrats in Polen.

## Leben
Zawieyski stammte aus einer kleinbürgerlichen Familie mit jüdischen Wurzeln. Mit 19 Jahren gab er sein literarisches Debüt mit der Gedichtsammlung Strzępy. Von 1923 bis 1926 studierte er an der Theaterschule in Krakau. Zunächst wurde er Schauspieler, später Kritiker und Dramaturg. Von 1929 bis 1932 lebte er in Frankreich. 1932 veröffentlichte er seinen ersten Roman. Im gleichen Jahr begann er seine Anstellung am Warschauer Theater Ateneum unter der Leitung von Stefan Jaracz. 1933 lernte er seinen Lebenspartner Stanisław Trębaczkiewicz kennen. Maria Dąbrowska und Anna Kowalska zählten zu seinem Bekanntenkreis. Nach dem Zweiten Weltkrieg arbeitete er mit dem Tygodnik Powszechny zusammen. Während des Stalinismus von 1949 bis 1955 erhielt er jedoch von der Zensur in der Volksrepublik Polen ein Publizierungsverbot. 1956 trat er dem Klub der katholischen Intelligenz und dem Verband der Polnischen Literaten bei. 1957 wurde er Sejm-Abgeordneter für die katholische Gruppierung Znak. 1958 wurde er Mitglied der Nationalen Einheitsfront. In dieser Zeit war er mit dem polnischen Primas Stefan Wyszyński und zahlreichen weiteren Geistlichen befreundet. Er galt als Vermittler zwischen dem Primas und dem Parteichef Władysław Gomułka. In Konflikt geriet er dagegen mit der Schriftstellerin Zofia Nałkowska. Insgesamt gestaltete sich ein Privatleben schwierig und er unternahm mehrere Suizidversuche. Während der März-Unruhen 1968 in Polen stellte er sich mit anderen Znak-Abgeordneten auf die Seite der Studenten. Er verteidigte auch Stefan Kisielewski gegen die Anschuldigungen der Partei. Dadurch geriet er selbst in scharfe Kritik seitens der Partei, die er psychisch nicht aushielt und von seinen Ämtern zurücktrat. Kurze Zeit später erlitt er einen Schlaganfall und kam in eine Rehabilitationsanstalt in Warschau. Dort stürzte er am 18. Juni 1969 aus dem Fenster des dritten Stocks und verstarb kurze Zeit später. Sein Tod wurde als Selbstmord eingeordnet, wobei auch eine Defenestration durch den polnischen Sicherheitsdienst möglich erscheint. Zawieyski wurde neben seinem Lebenspartner auf dem Waldfriedhof in Laski beigesetzt.